# The Tale of Peter Rabbit
The Tale of Peter Rabbit (publicado en España como El cuento de Perico el conejo travieso y en Hispanoamérica como El cuento de Pedrito Conejo) es un libro infantil escrito e ilustrado por Beatrix Potter en el que el protagonista, el joven, travieso y desobediente Peter Rabbit, es perseguido en el jardín de Mr. McGregor. Peter huye y vuelve a casa de su madre, quien lo acuesta después de servirle una infusión de manzanilla. Potter escribió el cuento en 1893 para Noel Moore, el hijo de su antigua institutriz, Annie Carter Moore, cuando éste tenía cinco años. Potter revisó e imprimió en secreto el relato en 1901, tras el rechazo de muchas editoriales, pero en 1902 fue impreso como una edición comercial por Frederick Warne & Co. El cuento fue un éxito y se hicieron múltiples copias en los años siguientes a su 1ª edición. Se ha traducido a 36 lenguas y, con 45 millones de copias, es uno de los libros más vendidos de todos los tiempos.
A lo largo de las décadas, el libro ha originado una cantidad considerable de productos destinados a niños y a adultos, como juguetes, platos, alimentos, ropa, vídeos, entre otros productos disponibles. Potter fue una de las primeras en hacerse responsable de tantos productos tras patentar un muñeco de Peter Rabbit en 1903 y, prácticamente a continuación, un juego de mesa del mismo personaje.
Convirtiendo en protagonista del cuento a un conejito desobediente y rebelde, Potter subvirtió la definición de niño bueno de su época y el género literario que típicamente seguía las aventuras de un joven blanco valiente y emprendedor. Peter Rabbit apareció como personaje en un ballet cinematográfico en 1971, y el relato ha sido adaptado a una serie animada de televisión.

## Argumento
Peter Rabbit, su madre y sus hermanas Flopsy, Mopsy y Cottontail son conejos antropomorfos que visten ropa humana y que normalmente caminan erguidos sobre sus patas traseras, pero, sin embargo, viven en una madriguera bajo un abeto. Mamá Rabbit ha prohibido a sus hijos que entren en el jardín de Mr. McGregor, ya que fue ahí donde a su padre le llegó su final prematuro y se convirtió en ingrediente de un pastel. Sin embargo, mientras la señora Rabbit está comprando y sus hijas están recogiendo moras, Peter se cuela a hurtadillas en el jardín y se atiborra de verduras hasta ponerse enfermo, y es entonces cuando Mr. McGregor se da cuenta y lo persigue. Peter acaba perdiendo la chaqueta y las zapatillas, que Mr. McGregor usa para vestir a un espantapájaros. Tras muchos enfrentamientos con Mr. McGregor, Peter logra escapar del jardín y regresa agotado y enfermo a casa de su madre, quien lo acuesta y le sirve una infusión de manzanilla. Mientras tanto, sus hermanas, que han sido buenas conejitas, disfrutan de una cena de pan con leche y moras. En una secuela publicada en 1904, The Tale of Benjamin Bunny, Peter vuelve al jardín de Mr. McGregor para recuperar la ropa que perdió.

## Nombre de los personajes en español
| Nombre original | Traducción de Fabián Chueca y Ramón Buckley |
| --------------- | ------------------------------------------- |
| Peter Rabbit    | Peter el conejo                             |
| Flopsy          | Pelusa                                      |
| Mopsy           | Pitusa                                      |
| Cottontail      | Colita de algodón                           |
| Mr. McGregor    | Sr McGregorio                               |
| Mrs. McGregor   | señora McGregoria                           |

## Composición
Durante la década de 1890, Potter envió cartas con cuentos ilustrados a los hijos de su antigua institutriz, Annie Moore, quien le sugirió en 1900 que escribiera un libro con ellas, dándose cuenta de las posibilidades comerciales de sus historias. Potter consideró la propuesta y, tras tomar prestada toda su correspondencia, que había sido conservada cuidadosamente por los hijos de los Moore, seleccionó una carta escrita el 4 de septiembre de 1893 para el pequeño Noel, de cinco años. En la carta figuraba un relato sobre un conejo llamado Peter, nombre también de un conejo que Potter había tenido como mascota (Peter Piper). La biógrafa de Potter, Linda Lear, explica que: «La carta original era demasiado corta como para hacer un libro, por lo que Potter amplió el texto e hizo ilustraciones en blanco y negro... y le añadió más suspenso. Estos cambios desaceleraron la narración, añadieron intriga y aumentaron la sensación de transcurso del tiempo. Después, lo copió todo en un cuaderno de tapa dura y pintó un frontispicio en color en el que la señora Rabbit le servía a Peter una infusión de manzanilla».

## Historia de la publicación

### Publicación privada

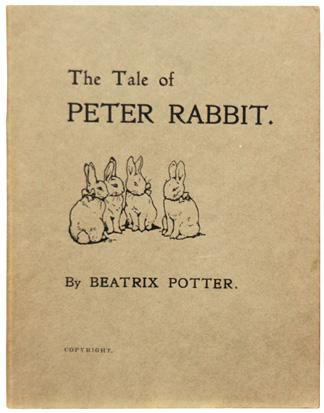
Portada de la primera edición privada

El manuscrito del libro de Potter se tituló The Tale of Peter Rabbit and Mr. McGregor's Garden y se envió a por lo menos seis editores, recomendados por los amigos de Potter. Todos devolvieron el manuscrito, incluyendo a Frederick Warne & Co, que diez años antes se había interesado por su trabajo artístico. Algunos editores querían un cuento más corto, otros uno más largo, y casi todos querían ilustraciones en color, que eran muy demandadas en aquel tiempo y que, a través de la litografía en color, eran ya asequibles. Los rechazos fueron frustrantes para Potter, que sabía exactamente qué aspecto debería tener su libro (había adoptado el formato y estilo del Little Black Sambo de Helen Bannerman) y cuánto debería costar. Decidió publicar el libro ella misma, y en diciembre de 1901, las primeras 250 copias de su edición privada de The Tale of Peter Rabbit estuvieron disponibles para que su familia y amigos las distribuyesen.

### Primera edición comercial
En 1901, un amigo de la familia y poeta ocasional, Canon Hardwicke Rawnsley, trasladó el cuento de Potter al verso didáctico y repartió su versión con las ilustraciones de Potter y un extracto de su manuscrito revisado a Frederick Warne & Co, que estaba entre los que originalmente habían rechazado el cuento. Los editores de Warne declinaron la versión de Rawnsley pero pidieron ver el manuscrito completo de Potter: la oportunidad que The Tale of Peter Rabbit ofrecía a la editorial de competir con el éxito del ampliamente popular Little Black Sambo, de Helen Bannerman, y otros libros de formato pequeño que se encontraban entonces en el mercado, estimuló su interés. Cuando Warne preguntó sobre la falta de ilustraciones en color en el libro, Potter respondió lacónicamente que el marrón y el verde del conejo carecían de interés. Warne rechazó el libro pero dejó abierta la puerta a una futura publicación.
Warne quería ilustraciones en color en todo el «libro del conejito» (como la firma se refería al cuento), y sugirió reducir su número de cuarenta y dos a treinta y dos, indicando cuáles serían eliminadas. Potter se resistió inicialmente a la idea de ilustraciones en color, manteniendo su preferencia por los dibujos en blanco y negro, pero luego se dio cuenta de que, en su postura terca, se estaba equivocando. Envió a Warne varias ilustraciones en color nuevas y una copia de su edición privada, que Warne entregó más tarde a su eminente ilustrador de libros L. Leslie Brooke para recibir su opinión profesional. Brooke dio una aprobación entusiasta al trabajo de Potter. Casualmente, su recomendación coincidió con un repentino aumento del mercado de pequeños libros ilustrados.
Mientras tanto, Potter continuó distribuyendo su edición privada a su familia y amigos, y el celebrado creador de Sherlock Holmes, Arthur Conan Doyle, adquirió una copia para sus hijos. Cuando se vendió la primera edición privada de 250 copias, se prepararon otras 200. Potter anotó una inscripción en un ejemplar que su amado conejito Peter había muerto el 26 de enero de 1901 a la edad de nueve años.

### Derechos de autor en Estados Unidos
La oficina de Warne en Nueva York no registró los derechos de autor para The Tale of Peter Rabbit en EE. UU., y en la primavera de 1903 comenzaron a aparecer copias sin licencia del libro (de las que Potter no obtendría regalías). No había nada que se pudiera hacer para detener la circulación de copias sin licencia.
La enorme pérdida económica que sufrió Potter solamente se hizo evidente con el tiempo, pero la necesidad de proteger su propiedad intelectual se comprendió de verdad tras la exitosa publicación en 1903 de The Tale of Squirrel Nutkin, cuando su padre regresó de la Burlington Arcade de Mayfair (Londres) en las navidades de 1903 con una ardilla de peluche con el nombre Nutkin en la etiqueta.

## Comercialización
Se ha generado una gran cantidad de productos licenciados derivados de The Tale of Peter Rabbit desde su primera publicación comercial. Potter registró la patente de un muñeco de Peter Rabbit el 28 de diciembre de 1903, y al año siguiente diseñó un juego de mesa de este personaje (en el que Peter tenía muchas probabilidades de ganar). La autora estableció unos estándares muy estrictos para quienes deseaban fabricar productos licenciados tales como peluches, libros de actividades, servicios de té de porcelana, figuritas, papel pintado, artículos de papelería, tarjetas de Navidad y cumpleaños, y otros productos de los que ella recibiría regalías. Debido al enorme éxito y popularidad de los artículos de Peter Rabbit, Beatrix Potter proclamó en 1917: «Ahora todos los conejos se llaman Peter» (pero modificó esta afirmación para sus lectores de Norteamérica diciendo «o bien Peter o bien Brer Rabbit»).
Durante décadas ha ido apareciendo un gran número de variantes del formato y versión originales de The Tale of Peter Rabbit, así como de sus artículos derivados. Entre estas variantes encontramos teatros de marionetas, libros troquelados y desplegables. Hacia 1998, gracias a las modernas tecnologías ya había disponibles versiones del cuento en vídeo, audiolibros, un CD-ROM, un programa de ordenador y páginas web. Warne y sus colaboradores y competidores han producido libros de actividades, así como una revista educativa de aparición mensual. Otros materiales, pensados tanto para los niños como para los adultos, han incluido marionetas, móviles (de cuna), animales de peluche, juguetes para cuna, juegos de mesa, platos y figuritas de porcelana, relojes y cajas de música, jerséis tejidos a mano y libros de patrones para tejer, rollos de tela, ropa para bebé y niño, té, mermelada, cepillos de dientes y jabón, tapetes individuales y posavasos, plantillas para pintar, adhesivos, papel de cocina e incluso un pastel que se vendía en supermercados británicos. Las principales jugueterías de los Estados Unidos y del Reino Unido han reservado secciones de la tienda exclusivamente para juguetes y artículos relacionados con los personajes de Beatrix Potter. Muchas tiendas en el Distrito de los Lagos británico (donde transcurre la mayoría de los cuentos) y en la zona de Covent Garden de Londres donde tiene su base la editorial Warne se han dedicado en exclusiva a vender productos licenciados relacionados con la escritora.
Durante décadas The Tale of Peter Rabbit se ha pirateado profusamente, con productos que solamente tienen una cierta relación con el original. En 1916, la norteamericana Louise A. Field sacó partido de la popularidad de Peter Rabbit al escribir libros como Peter Rabbit Goes to School o Peter Rabbit and His Ma, cuyas ilustraciones mostraban a Peter con su característica chaqueta azul. En una película de dibujos animados producida por Golden Films, The New Adventures of Peter Rabbit, Peter aparecía con dientes salientes, acento norteamericano y una cuarta hermana llamada Hopsy. En esta historia, Peter y su primo de la ciudad, Benny (o sea, Benjamin Bunny), andan tras la pista de una caja dentro de la cual van sus hermanas, camino de Zanzíbar. En otra versión animada del cuento, le dan a Peter el papel de predicador cristiano que canta canciones sobre Dios y Jesús acompañado de un grupo de niños y vegetales.

## Comentarios críticos
A menudo se elogia este texto en su versión original por su economización de palabras y por su fluidez de expresión rítmica, como los versos de cuatro acentos prosódicos que alternan dáctilo y yambo:
But round the end of a cucumber frame,

whom should he meet but Mr. McGregor! 
A continuación hay una pausa al girar la página, lo que produce suspense.
La biógrafa Linda Lear observa que Potter creó un nuevo tipo de fábula animal con The Tale of Peter Rabbit, en la que animales antropomórficos poseen la apariencia y el comportamiento de animales reales con instintos animales reales, y las ilustraciones son anatómicamente correctas, dibujadas por un artista con una mentalidad científica. Además, afirma que la naturaleza de Peter resulta familiar tanto a los amantes de la cunicultura como a aquellos que no lo son, ya que «representa el entendimiento universal del comportamiento de los conejos». Lear describe el cuento como una «combinación perfecta de palabra e imagen» y «un triunfo de la fantasía y el hecho».
La erudita literaria, investigadora y crítica Carole Scott considera en su ensayo An Unusual Hero: Perspective and Point of View in The Tale of Peter Rabbit (2002) que el cuento es la arquetípica historia del chico malo con una moraleja apropiada al final, pero señala que Potter emplea técnicas para manipular al lector de modo que se identifique con un personaje que se mofa de la sabiduría de los adultos, que produce ansiedad y pena en su madre al no obedecerla, que entra en propiedades ajenas y roba, que elude la autoridad paternalista (Mr. McGregor) y que escapa de todo castigo excepto un dolor de estómago, resultado de su glotonería. Se puede apreciar el gran conflicto entre el orden de la sociedad y las fuerzas que pretenden minarlo, entre aquellos que tienen y aquellos que quieren tener, y entre la civilización humana y la naturaleza animal. Peter, según afirma, simboliza «la rebelión en todos los frentes».
Scott observa que las ilustraciones en The Tale of Peter Rabbit producen una sensación de libertad, debido a sus formas irregulares y variables, la ausencia de bordes y marcos, y el grado de detalle contextual que proporcionan. La imagen de Peter en la carretilla, por ejemplo, es un simple rectángulo con un primer plano y perspectivas media y distante, mientras que la ilustración de Peter saltando en el canal de riego no tiene fondo ni marco contextual. En la ilustración en la que Mr. McGregor persigue a Peter con un rastrillo, la relación entre los dos personajes está establecida por el espacio entre ellos, pero no hay detalles contextuales. El cambio de perspectiva continuo, el alcance y el escenario de las ilustraciones crea un punto de vista fluctuante en lugar de uno fijo, que se refleja también en que hay páginas a rebosar de texto y otras que contienen apenas un puñado de palabras.
Carole Scott explica en Beatrix Potter’s Peter Rabbit cómo el lector no puede evitar identificarse con el rebelde Peter y las dificultades que atraviesa, pues todas las ilustraciones están realizadas desde una perspectiva a ras de suelo, y la mayoría muestran un primer plano de Peter a muy corta distancia; mientras que Mr. McGregor se distancia del lector, pues siempre se le dibuja alejado de Peter. La identificación con Peter aumenta el sentimiento de miedo y tensión del lector, e interactúa con la voz de la narrativa verbal, tantas veces distanciada, en ocasiones con efectos contradictorios. En la narrativa verbal y la ilustración del momento en el que Mr. McGregor intenta atrapar a Peter bajo un tamiz, por ejemplo, la narrativa verbal presenta el intento de ataque mortal de Mr. McGregor como algo normal y cotidiano, mientras que la ilustración muestra ese momento desesperado desde el punto de vista de un pequeño animal que está a punto de morir, punto de vista que se ve reforzado por los pájaros que alzan el vuelo a la izquierda y a la derecha, y las enormes manos poderosas y mortíferas de Mr. McGregor.
El uso que hace Potter de las contradicciones en la interacción entre la narrativa y las ilustraciones es incoherente. Por ejemplo, en la ilustración en la que Peter se apoya contra la puerta cerrada, la narrativa verbal describe la escena sin la ligereza evidente en la escena del tamiz.
La impotencia y la incapacidad para superar los obstáculos se presentan en la narrativa verbal de un modo objetivo y documental, y la frase «Peter se echó a llorar» se ofrece sin ironía ni burla. De este modo, se consigue que el lector se identifique con las emociones de Peter y su situación. La ilustración retrata a Peter, desnudo, apoyado contra la puerta, con un pie apoyado sobre el otro y una lágrima deslizándose por su mejilla. Sin su ropa, Peter solamente es un pequeño animal salvaje, pero sus lágrimas, emociones, y su postura humana intensifican la identificación del lector con él. En este caso, la narrativa verbal y la ilustración funcionan de manera armoniosa en vez de discordante.
Scott concluye su ensayo reseñando que Potter subvierte no solamente los valores de su época de cómo ser un buen niño, sino también el género heroico y a su varón blanco, joven, racional, objetivo y lleno de recursos que abandona el mundo civilizado para enfrentarse a diversos obstáculos y enemigos en la naturaleza y que, una vez alcanza su objetivo, vuelve a casa, donde se le da la bienvenida y se le recompensa de manera agradecida. Peter se aleja mucho del héroe tradicional: es pequeño, se deja llevar por sus emociones, se asusta con facilidad y no es un animal muy racional. También sugiere que el cuento de Peter ha animado a varias generaciones de niños a «la autocomplacencia, desobediencia, transgresión de las fronteras sociales y éticas, y  la reafirmación de su naturaleza salvaje e impredecible contra la opresión de la vida civilizada».

## Adaptaciones
- En 1971, Peter Rabbit apareció en el ballet cinematográfico The Tales of Beatrix Potter, y, en 1992, la BBC produjo una adaptación animada para la antología The World of Peter Rabbit and Friends. La película Miss Potter, un biopic sobre Beatrix Potter estrenado en 2006, contiene numerosas referencias a Peter Rabbit.

- Will Gluck dirigió una película infantil mezcla Animación por computadora e Imagen real exhibida con tecnología tridimensional. La película Peter Rabbit fue estrenada en 9 de febrero de 2018 en Estados Unidos. En marzo de 2018 fue estrenada en otros países como México, Australia, España, etc.